# 太平洋学会
太平洋学会（たいへいようがっかい）は、1978年9月12日に設立。
設立趣旨は、 太平洋地域の文化の研究と保存に努め、その知識の交流を促進し、太平洋地域の友好と発展に寄与すること。
本部を東京都港区三田4-1-32クレール三田403に、関西支部事務局を大阪府吹田市岸部南2-36-1大阪学院大学島岡宏教授研究室に置いている。

## 概要
初代会長は五島昇、二代目は赤沢章一、三代目は大島襄二（関西学院大学名誉教授）、現在の会長は新井喜美夫（元(株)東急エージェンシー社長）。
会員は国内外のおり、太平洋学会誌を英和文で刊行。
太平洋諸島に関する世界初の百科事典『太平洋諸島百科事典』を1989年に刊行し、「第6回大平正芳記念賞」を受賞した。
太平洋学会には、会員有志により組織・運営されている下記の研究部会があり、不定期に研究セッションが開催されている。戦史研究部会は1980年代に活発に活動し、存命だった将兵や自衛隊・米軍の幹部などを招いて討論なども実施していた。
- 太平洋の島嶼小国に関する研究部会

- 文化の差異に関する研究部会

- 移民研究部会

- 関西・島嶼研究部会

- 太平洋島嶼国海洋資源研究部会（および同波力発電分科会）

- 戦時海運研究部会

- 戦史研究部会

## 主な活動
- 学会誌の発行、セミナー・講演会・国際シンポジウム等の開催、海外研究ツアー、日本国内バス・ツアー、各国大使や外国からの来訪者を交えてのソサイエティー活動など[1]

## 入会資格
- 会の趣旨に賛同の方なら、どなたでも入会できる[1]

## 主な刊行物
- 『太平洋諸島百科事典』 原書房（1989.6,）
- 『太平洋学会誌』[2]：1979年から刊行中